# Alhousseïni Mouloul
Alhousseïni Mouloul (* 1955 in Agadez; auch Al Housseïni Mouloul, Alhousseyni Mouloul) ist ein nigrischer Jurist, Diplomat und Politiker.

## Leben
Alhousseïni Mouloul gehört der Volksgruppe der Tuareg an. Er studierte Rechtswissenschaft an der Universität Algier in Algerien. Später veröffentlichte er auch eine Dissertation in Privatrecht mit Option Wirtschaftsrecht an der Universität Paris 1 Panthéon-Sorbonne. Er begann seine berufliche Laufbahn als Rechtsprofessor an der Verwaltungshochschule Ecole Nationale d’Administration in der nigrischen Hauptstadt Niamey und als Dozent an der wirtschafts- und rechtswissenschaftlichen Fakultät der Universität Niamey.
Unter Staatschef Seyni Kountché und Planungsminister Annou Mahaman war Alhousseïni Mouloul als Staatssekretär für Planung von 14. Juni 1982 bis 23. September 1985 ein Mitglied der Regierung Nigers. Am 23. Januar 1986 wurde er als Nachfolger von Alou Harouna zum Botschafter Nigers in der Sowjetunion ernannt. In diesem Amt folgte ihm der am 2. September 1988 ernannte Pierre Ausseil nach. Mouloul arbeitete in weiterer Folge als Richter am gemeinsamen Gerichtshof und Schiedsgerichtshof der Organisation zur Harmonisierung des Wirtschaftsrechts in Afrika (OHADA) in Abidjan in der Elfenbeinküste. Ferner lehrte er an der Verwaltungshochschule der OHADA in Porto-Novo in Benin. Am 26. September 2003 wurde er in der Nachfolge von Illa Maïkassoua zum Botschafter Nigers in Ägypten bestimmt. Am 23. Mai 2012 folgte seine Ernennung zum Botschafter Nigers in Libyen.

## Schriften
- La sanction du refus de vente international. Mémoire de DEA. Université Paris-I-Panthéon-Sorbonne, Paris 1994.
- Comprendre OHADA. Nouvelle Imprimerie du Niger, Niamey 2000.
- Le régime juridique des sociétés commerciales dans l’espace OHADA. L’exemple du Niger. LGDJ, Paris 2005, ISBN 2-275-02606-1. – zugleich: Le régime juridique des sociétés commerciales dans l’espace OHADA. L’exemple du Niger. Thèse de doctorat. Université Paris-I-Panthéon-Sorbonne, Paris 2003.
- Les Touaregs du Niger. Chroniques des années de braise. L’Harmattan, Paris 2016, ISBN 978-2-343-09582-0.
- L’intégration économique et juridique en Afrique. L’Harmattan, Paris 2017, ISBN 978-2-343-11298-5.